# 奥洛维扬纳亚
奥洛维扬纳亚 （俄语：Оловя́нная）是俄罗斯联邦外贝加尔边疆区的一个市级镇。位于鄂嫩河左岸。赤塔以东249km，到满洲里的铁路线上。是奥洛维扬纳亚区的行政中心。
人口8406人（2010年人口普查），而1989年人口为11,859人。

## 历史
1895年建筑西伯利亚大铁路时建镇。